# Parafia Wniebowzięcia Najświętszej Maryi Panny w Sławnie
Parafia pw. Wniebowzięcia Najświętszej Maryi Panny w Sławnie – parafia należąca do dekanatu Sławno, diecezji koszalińsko-kołobrzeskiej, metropolii szczecińsko-kamieńskiej. Została utworzona 3 grudnia 1976. Obsługiwana przez księży diecezjalnych. Siedziba parafii mieści się w mieście Sławno przy ulicy Rapackiego.

## Miejsca święte

### Kościół parafialny
Kościół pw. Wniebowzięcia Najświętszej Maryi Panny w Sławnie
Kościół parafialny został zbudowany w 1326–1364 w stylu gotyckim, konsekrowany 16 października 1948.

## Duszpasterze

### Proboszczowie
- 1976–1980 – ks. Jan Gawroński
- 1980–2003 – ks. Marian Dziemianko
- 2003–2005 – ks. Tadeusz Nawrot
- 2005–2008 – ks. Grzegorz Fąs
- 2008–2012 – ks. Remigiusz Szrajnert
- od 2012 – ks. Leszek Szurek